# U.S. Pro Indoor 1979
Lo U.S. Pro Indoor 1979 è stato un torneo di tennis giocato sintetico indoor. È stata la 12ª edizione dello U.S. Pro Indoor, che fa parte del Colgate-Palmolive Grand Prix 1979. Si è giocato al Wachovia Spectrum di Filadelfia in Pennsylvania negli Stati Uniti dal 22 al 28 gennaio 1979.

## Partecipanti

### Teste di serie
| Nazionalità | Giocatore          | Ranking | Testa di serie |
| ----------- | ------------------ | ------- | -------------- |
| Stati Uniti | Jimmy Connors      | 1       | 1              |
| Argentina   | Guillermo Vilas    | 3       | 2              |
| Stati Uniti | John McEnroe       | 4       | 3              |
| Stati Uniti | Eddie Dibbs        | 6       | 4              |
| Stati Uniti | Vitas Gerulaitis   | 5       | 5              |
| Stati Uniti | Brian Gottfried    | 7       | 6              |
| Stati Uniti | Harold Solomon     | 9       | 7              |
| Italia      | Corrado Barazzutti | 10      | 8              |
| Stati Uniti | Roscoe Tanner      | 11      | 9              |
| Stati Uniti | Arthur Ashe        | 13      | 10             |
| Spagna      | José Higueras      | 14      | 11             |
| Romania     | Ilie Năstase       | 16      | 12             |
| n/a         | n/a                | n/a     | 13             |
| Stati Uniti | Dick Stockton      | 19      | 14             |
| Polonia     | Wojciech Fibak     | 21      | 15             |
| Australia   | John Alexander     | 22      | 16             |

### Altri partecipanti
I seguenti giocatori sono passati dalle qualificazioni:

- George Hardie
- Colin Dibley

## Campioni

### Singolare maschile
Jimmy Connors ha battuto in finale  Arthur Ashe con il punteggio di 6–3, 6–4, 6–1

### Doppio maschile
Wojciech Fibak /  Tom Okker hanno battuto in finale  Peter Fleming /  John McEnroe con il punteggio di 6–4, 6–3